# Concord (Massachusetts)
|  | for anden brug af navnet Concord, se Concord. |
Concord er en by i Middlesex County, Massachusetts i USA. Byen havde en befolkning på omkring 17.000 indbyggere ved folketællingen i 2000. Concord blev grundlagt i 1635.
Byen er stedet, hvor den amerikanske uafhængighedskrig udbrød med slagene ved Lexington og Concord og er også kendt for sin store rolle i amerikansk litteratur.